# Jacky Cheung
Jacky Cheung Hok-Yau (Hongkong, 10 juli 1961) (jiaxiang: Tianjin) is een Hongkongse zanger en acteur. Vanwege zijn muzikale talent kreeg hij de bijnaam 'God of Songs' (歌神), hoewel hij de tweede persoon is die deze titel toebedeeld krijgt. De eerste was Sam Hui.
Cheung staat bekend om zijn bariton-stem. Hij heeft in zijn muziek geëxperimenteerd met verschillende soorten rock. Hij zingt voornamelijk in het Standaardkantonees, Standaardmandarijn en Engels.
Hij is al heel z'n leven boeddhist.

## LP
| Jaar | Chinese titel                    | Engelse titel <letterlijke Engelse vertaling>                                | Taal                                             |
| ---- | -------------------------------- | ---------------------------------------------------------------------------- | ------------------------------------------------ |
| 2014 | 醒著做夢                         | Wake Up Dreaming                                                             | Standaardmandarijn                               |
| 2013 | 張學友1/2世紀世界巡迴演唱會      | Jacky Cheung 1/2 Century Tour                                                | Standaardkantonees, Standaardmandarijn en Engels |
| 2010 | 張學友 Private Corner 迷你音樂會 | Private Corner Mini Concert Live                                             | Standaardkantonees, Standaardmandarijn en Engels |
| 2010 | Private Corner                   | Private Corner                                                               | Standaardkantonees & Engels                      |
| 2007 | 在你身邊                         | By Your Side                                                                 | Standaardmandarijn                               |
| 2005 | Jacky活出生命Live演唱會          | Jacky Live Concert Performance                                               | Standaardkantonees, Standaardmandarijn en Engels |
| 2004 | 黑白畫映                         | Black & White                                                                | Standaardmandarijn                               |
| 2004 | Life Is Like A Dream             | Life Is Like A Dream                                                         | Standaardkantonees                               |
| 2002 | 他在那裡                         | Where Is He.                                                                 | Standaardmandarijn & Standaardkantonees          |
| 2001 | 學友熱                           | Jacky Fever                                                                  | Standaardmandarijn                               |
| 2001 | 天下第一流                       | The First <World's First Class>                                              | Standaardkantonees                               |
| 2000 | Touch Of Love                    | Touch Of Love                                                                | Engels                                           |
| 2000 | 當我想起你                       | Something Only Love Can Do                                                   | Standaardkantonees, Standaardmandarijn en Engels |
| 2000 | Jacky Cheung 15                  | Jacky Cheung 15 Years of Music                                               | Standaardkantonees, Standaardmandarijn en Engels |
| 1999 | 有個人                           | Someone <Having Someone>                                                     | Standaardkantonees                               |
| 1999 | 走過1999                         | Running Through 1999                                                         | Standaardmandarijn                               |
| 1998 | 不後悔                           | No Regret                                                                    | Standaardmandarijn                               |
| 1998 | 釋放自己                         | Release Yourself                                                             | Standaardkantonees                               |
| 1998 | 友情歌歳精選                     | Jacky Cheung Greatest Hits                                                   | Standaardkantonees & Standaardmandarijn          |
| 1997 | 雪.狼.湖                         | Snow. Wolf.Lake                                                              | Standaardkantonees & Standaardmandarijn          |
| 1997 | 不老的傅説                       | The Undying Legend                                                           | Standaardkantonees                               |
| 1997 | 想和你去吹吹風                   | Wana Go For a Walk With You                                                  | Standaardmandarijn                               |
| 1996 | 忘記你我做不到                   | How Could I Forget You?                                                      | Standaardmandarijn                               |
| 1996 | 愛與交響曲                       | Love and Symphony                                                            | Standaardkantonees                               |
| 1995 | 三年兩語                         | Greatest Hits <3 Years, 2 Languages>                                         | Standaardkantonees & Standaardmandarijn          |
| 1995 | 過敏世界                         | Sensitive World <Oversensitive World>                                        | Standaardkantonees                               |
| 1995 | 擁友                             | Possession <Embrace Friend>                                                  | Standaardmandarijn                               |
| 1995 | 真愛新曲＋精選                   | True Love compilation                                                        | Standaardmandarijn                               |
| 1994 | 一生跟你走・年度代表作品輯       | With You All My Life compilation                                             | Standaardmandarijn en Standaardkantonees         |
| 1994 | 偸心                             | Steal Your Heart                                                             | Standaardmandarijn                               |
| 1994 | 這個冬天不太冷                   | A Warm Winter                                                                | Standaardkantonees                               |
| 1994 | 24ＫGold 金藏集                  | Jacky Cheung 24K Gold                                                        | Standaardkantonees                               |
| 1994 | 餓狼傳説 (REMIX)                 | Born to be Wild (Remix)                                                      | Standaardkantonees                               |
| 1994 | 餓狼傳説                         | Born to be Wild <Legend of a Hungry Wolf>                                    | Standaardkantonees                               |
| 1993 | 祝福                             | Blessing                                                                     | Standaardmandarijn                               |
| 1993 | 吻別                             | The Goodbye Kiss                                                             | Standaardmandarijn                               |
| 1993 | 等你等到我心痛                   | Painfully Waiting For You.                                                   | Standaardkantonees                               |
| 1993 | 祇想一生跟你走                   | Everlasting Love <Wishing To Follow You All My Life>                         | Standaardkantonees                               |
| 1993 | JACKY●忘記他                     | JACKY●Forget Love                                                            | Standaardkantonees                               |
| 1993 | 我與你                           | Me and You                                                                   | Standaardkantonees                               |
| 1992 | 愛・火・花                       | Love・Fire・Flower                                                           | Standaardkantonees                               |
| 1992 | 真情流露                         | True Love Expression                                                         | Standaardkantonees                               |
| 1991 | 愛你多一些精選                   | Love You More- Selected Collection                                           | Standaardkantonees                               |
| 1991 | 壯志驕陽                         | Bright Ambition                                                              | Standaardkantonees                               |
| 1991 | 一顆不變心                       | A Never Changing Heart                                                       | Standaardkantonees                               |
| 1991 | 情不禁                           | Uncontrolled Passion                                                         | Standaardkantonees                               |
| 1990 | 張學友的初戀故事・似曾相識       | Somewhere In Time <Jacky Cheung's First Love Story・Seem to Have Met before> | Standaardmandarijn                               |
| 1990 | 夢中的你                         | Dreaming of You                                                              | Standaardkantonees                               |
| 1989 | 祇願一生愛一人                   | You Will Always Be My Love <Wishing to Love One Person in a Lifetime>        | Standaardkantonees                               |
| 1989 | 絲絲記憶情歌精選                 | Memories-Selected Collection                                                 | Standaardkantonees                               |
| 1989 | 給我親愛的                       | For My Dearest                                                               | Standaardkantonees                               |
| 1988 | 意亂情迷                         | Crazy for You <Distraughtly Crazy In Love>                                   | Standaardmandarijn                               |
| 1988 | 昨夜夢魂中                       | Dream In Grief <Last Night in the Dream State>                               | Standaardkantonees                               |
| 1987 | 在我心深處                       | Deep In My Heart                                                             | Standaardmandarijn                               |
| 1987 | 張學友 JACKY                     | Jacky Cheung JACKY                                                           | Standaardkantonees                               |
| 1987 | 炸彈                             | Bomb                                                                         | Standaardkantonees                               |
| 1986 | 情無四歸                         | Homeless Love                                                                | Standaardmandarijn                               |
| 1986 | 相愛                             | In Love                                                                      | Standaardkantonees                               |
| 1985 | Amour 遙遠的她                   | Amour She is Afar                                                            | Standaardkantonees                               |
| 1985 | 交叉算了                         | The Trusted Cross                                                            | Standaardkantonees                               |
| 1985 | Smile                            | Smile                                                                        | Standaardkantonees                               |

TOTAL: 57 albums
- Bibsys: 8071194
- Bibliothèque nationale de France: cb139301408 (data)
- Catàleg d'autoritats de noms i títols de Catalunya: 981058510977806706
- CiNii: DA1675493X
- Gemeinsame Normdatei: 140808256
- International Standard Name Identifier: 0000 0001 1440 8128
- Library of Congress Control Number: no00060884
- MusicBrainz: a2cab261-63cc-4ccf-8023-6b6e8588bb62
- Nationale bibliotheek van Australië: 36674876
- Nationale Bibliotheek van Israël: 987007318611005171
- Nationale Bibliotheek van Polen: a0000002060135
- Nederlandse Thesaurus van Auteursnamen: 315357436
- SNAC: w6mw6f1g
- Système universitaire de documentation: 069151202
- Trove: 1385806
- Virtual International Authority File: 31542686
- WorldCat: E39PBJdrK3Q3XQyCHmYDWMBQMP